# Приуральский район
Приура́льский райо́н — административно-территориальная единица (район) и муниципальное образование (муниципальный округ, с 2005 до 2021 гг. — муниципальный район) Ямало-Ненецкого автономного округа в России.
Административный центр — село Аксарка.

## География
Приуральский район находится на северо-западе Ямало-Ненецкого автономного округа и Уральского федерального округа в целом. Район вытянут с северо-северо-запада на юго-юго-восток.
Площадь Приуральского района — 64 971,29 км², что составляет приблизительно 8,45 % от общей площади Ямало-Ненецкого автономного округа и 4,44 % площади Тюменской области в целом. Кроме того, по площади Приуральский район крупнее 40 из 85 регионов России, а также многих стран мира. Так, по площади Приуральский район крупнее Латвии (64589 км²), но меньше Литвы (65300 км²).
Приуральский район со всех сторон окружает город окружного значения Лабытнанги (2 анклава — собственно город и посёлок Харп), а также граничит с другими административно-территориальными единицами:
в составе Ямало-Ненецкого автономного округа:
- на востоке — с Ямальским и Надымским районами
- на юго-западе — с городом окружного значения Салехардом и Шурышкарским районом,
- на юге — с Белоярским районом в составе соседнего Ханты-Мансийского автономного округа — Югры;
- на северо-западе — с городом республиканского значения Воркутой с подчинённой территорией соседней Республики Коми и Заполярным районом Ненецкого автономного округа соседней Архангельской области.

Кроме того, северо-западная граница района является частью границы Уральского и Северо-Западного федеральных округов, а также Западно-Сибирского и Северного экономических районов России.
На северо-востоке Приуральский район омывается Байдарацкой губой Карского моря. К району относятся ряд островов Байдарацкой губы (Левдиев, Торасавэй) и в дельте Оби.
Район богат полезными ископаемыми (хромовые руды), которые пока ещё не разрабатываются.
Приуральский район относится к районам Крайнего Севера, полярный круг пересекает его в средней части, разделяя почти на две равные половины. В данном районе заканчивает свой путь крупнейшая водная и транспортная артерия Западной Сибири — река Обь, здесь расположена настоящая кладовая ЯНАО — Полярный Урал. На границе с районом расположены два административных центра в самостоятельных границах: окружной центр г. Салехард и г. Лабытнанги, где берёт начало железная дорога, обеспечивающая кратчайший путь с территории округа в европейскую часть страны.
Приуралье — это три широтные растительные зоны тундры, лесотундры и северной тайги. Большая часть земель Приуральского района расположена на одной из величайших в мире равнин — Западно-Сибирской, лишь на западе узкой полосой протянулись Уральские горы. Равнина напоминает гигантскую чашу, дно и стенки которой состоят из горных пород, образовавшихся 500—250 млн лет назад.
Поступление солнечной радиации на территорию района неравномерно, что обусловлено наличием полярного дня и ночи. В декабре — январе длится полярная ночь, а с июня по июль — полярный день, когда солнце сутками стоит над горизонтом. На берегу Байдарацкой губы оно стоит над линией горизонта 45 дней, зато в этих местах целых 144 дня без солнца. Больше всего ясных дней в году в апреле и мае.
В Приуральском районе насчитывается более 400 рек длиной от 10 км и более 500 км. Особое место занимает Обь — самая большая по площади бассейна и одна из четырёх крупнейших по водоносности рек России. Реки Приуралья богаты рыбой ценных сиговых пород. 70 % видов сигов, таких как муксун, нельма, чир, сиг-пыжьян, добывают на Оби в районе п. Аксарка. В озёрах водится хариус, голец, карась, таймень.
Фундамент Полярного Урала — древнейшее сооружение, процесс формирования рельефа не завершен и в наши дни. В геологическом отношении Полярный Урал распадается на ряд хребтов и горных массивов. Вершины гор лежат на высоте 1100—1200 м, здесь широко распространены формы альпийского рельефа. Самый значительный ледник в северной части Урала в районе Хадытинских и Щучьинских озёр. Здесь 35 каровых ледников, среди них — наиболее крупные на Урале ледники ИГАН и МГУ. Длина последнего 2,2 км. Климат Приуралья в последнее время стал значительно мягче. Теперь жаркое лето с грозами и относительно теплая зима не редкость. Но север берёт своё: февраль и март — месяцы буранов, когда зима, словно предчувствуя свой конец, напоминает, что Приуралье — это край Ямала, край Севера.. Среднемесячные температура с декабря по март ниже −20оС, самый холодный месяц — январь. Абсолютный зарегистрированный минимум −54оС.
Приуралье — край озёр, их насчитывается несколько десятков тысяч. Подавляющее большинство этих водоёмов имеют площадь менее 1 км² и лишь 5 — свыше 10 км². Крупнейшим и самым глубоким озером района является Большое Щучье (максимальная глубина 136 м), которое занимает 1-е место по глубине среди озёр Урала.
На территории района расположены два музея — 1 в райцентре: Приуральский районный краеведческий музей, другой в Горно-Князевске, где можно приобрести сувениры из природных материалов — кости, оленьего рога, бисера и меха.
Из окружного центра г. Салехард (от рынка Дары Ямала) в Аксарку ежедневно отправляются маршрутные такси, время в пути — 1 час.

## История
Приуральский район образован 10 декабря 1930 года. Состоял из туземных советов. Первоначально центром района было село Щучье. В 1940 году административным центром района стало село Аксарка.
15 декабря 1952 года образован рабочий посёлок Лабытнанги. 19 января 1954 года образован Полярный сельсовет, упразднённый 31 марта 1966 года.
28 сентября 1956 года рабочий посёлок Лабытнанги передан в административное подчинение Салехардского горсовета.
11 февраля 1971 года Товопогольский сельсовет переименован в Аксарковский. 18 августа 1975 года образован Харсаимский сельсовет.
12 октября 1976 года Полуйский сельсовет был переименован в Зеленоярский, Собской сельсовет — в Картовожский, Щучьереченский сельсовет — в Белоярский.
23 апреля 1999 года утвержден герб Приуральского района.
В 2004 году из подчинения г. Лабытнанги в состав Приуральского района был передан посёлок городского типа Харп, который в 2021 году был вновь переподчинён городу Лабытнанги и включён в состав городского округа города Лабытнанги.

## Население
| 1939    | 1959    | 1970    | 1979    | 1989    | 2002    | 2009    |
| ------- | ------- | ------- | ------- | ------- | ------- | ------- |
| 6403    | ↗6852   | ↘6033   | ↗6191   | ↗6616   | ↗7680   | ↗15 767 |
| 2010    | 2011    | 2012    | 2013    | 2014    | 2015    | 2016    |
| ↘14 995 | ↘14 987 | ↗15 120 | ↘15 061 | ↗15 128 | ↗15 248 | ↗15 431 |
| 2017    | 2018    | 2019    | 2020    | 2021    |         |         |
| ↗15 438 | ↘15 366 | ↘15 283 | ↘15 236 | ↘9860   |         |         |

Часть населения являются кочевниками и живут вне населённых пунктов.

### Урбанизация
Всё население района ― сельское. С 2004 до 2021 гг. в район входил пгт Харп, за счёт которого доля городского населения временно превышала 50,64 % населения района.

### Национальный состав
Национальный состав по итогам переписей населения 2002 и 2010 года (сельское население, без пгт Харп):
| Национальность | По переписи 2002 года | По переписи 2002 года | По переписи 2002 года | По переписи 2010 года | По переписи 2010 года | По переписи 2010 года |
| Национальность | Численность (чел.)    | % от всего            | % от указавших        | Численность (чел.)    | % от всего            | % от указавших        |
| -------------- | --------------------- | --------------------- | --------------------- | --------------------- | --------------------- | --------------------- |
| Ненцы          | 2434                  | 31,69%                | 31,70%                | 2929                  | 34,13%                | 34,18%                |
| Ханты          | 2072                  | 26,98%                | 26,98%                | 2305                  | 26,86%                | 26,90%                |
| Русские        | 1586                  | 20,65%                | 20,65%                | 1792                  | 20,88%                | 20,91%                |
| Коми           | 1002                  | 13,05%                | 13,05%                | 857                   | 9,99%                 | 10,00%                |
| Украинцы       | 275                   | 3,58%                 | 3,58%                 | 179                   | 2,09%                 | 2,09%                 |
| Татары         | 87                    | 1,13%                 | 1,13%                 | 143                   | 1,67%                 | 1,67%                 |
| Марийцы        | 50                    | 0,65%                 | 0,65%                 | 56                    | 0,65%                 | 0,65%                 |
| Таджики        | 0                     |                       |                       | 36                    | 0,42%                 | 0,42%                 |
| Башкиры        | 23                    | 0,30%                 | 0,30%                 | 31                    | 0,36%                 | 0,36%                 |
| Азербайджанцы  | 5                     | 0,07%                 | 0,07%                 | 26                    | 0,30%                 | 0,30%                 |
| Белорусы       | 21                    | 0,27%                 | 0,27%                 | 26                    | 0,30%                 | 0,30%                 |
| Чуваши         | 21                    | 0,27%                 | 0,27%                 | 26                    | 0,30%                 | 0,30%                 |
| Молдоване      | 9                     | 0,12%                 | 0,12%                 | 21                    | 0,24%                 | 0,25%                 |
| Другие         | 94                    | 1,22%                 | 1,22%                 | 142                   | 1,65%                 | 1,66%                 |
| Указали        | 7679                  | 99,99%                | 100,00%               | 8569                  | 99,85%                | 100,00%               |
| Не указали     | 1                     | 0,01%                 |                       | 13                    | 0,15%                 |                       |
| Всего          | 7680                  | 100,00%               |                       | 8582                  | 100,00%               |                       |

## Муниципальное устройство
В рамках организации местного самоуправления в границах района функционирует муниципальный округ Приуральский район.
Ранее в 2005—2021 гг. в существовавший в этот период муниципальный район входили 4 муниципальных образования, в том числе 1 городское и 3 сельских поселения:
| №        | Муниципальное образование | Населённые пункты | Количество населённых пунктов | Население (чел.) | Площадь (км²) |
| -------- | ------------------------- | --- | ----------------------------- | ---------------- | ------------- |
| 1e-06    | Городское поселение       | |                               |                  |               |
| 1        | посёлок Харп              | пгт Харп | 1                             | ↘4993            | 10,21         |
| 1.000002 | Сельское поселение        | |                               |                  |               |
| 2        | Аксарковское              | с. Аксарка, п. Вылпосл, п. Горнокнязевск, п. Зелёный Яр, п. Товопогол, с. Халасьпугор, с. Харсаим, п. Чапаевск, п. Ямбура | 9                             | ↘4885            | 97,25         |
| 3        | Белоярское                | с. Белоярск, д. Лаборовая, п. Щучье                                                                                       | 3                             | ↗3678            | 22,70         |
| 4        | село Катравож             | с. Катравож | 1                             | ↗860             | 1,57          |

В 2021 году все сельские поселения вместе с муниципальным районом были упразднены и преобразованы путём объединения в муниципальный округ Приуральский район, при этом территория упразднённого городского поселения посёлок Харп в 2021 году была передана в городской округ города Лабытнанги.

## Населённые пункты
В район входят 11 сельских населённых пунктов:
| №  | Населённый пункт | Тип     | Население | Бывшее сельское поселение |
| -- | ---------------- | ------- | --------- | ------------------------- |
| 1  | Аксарка          | село    | ↗4352     | Аксарковское              |
| 2  | Белоярск         | село    | ↗2178     | Белоярское                |
| 3  | Вылпосл          | посёлок | ↘20       | Аксарковское              |
| 4  | Зелёный Яр       | посёлок | ↘216      | Аксарковское              |
| 5  | Катравож         | село    | ↗860      | село Катравож             |
| 6  | Лаборовая        | деревня | ↘549      | Белоярское                |
| 7  | Товопогол        | посёлок | ↘85       | Аксарковское              |
| 8  | Харсаим          | село    | ↗641      | Аксарковское              |
| 9  | Чапаевск         | посёлок | ↘13       | Аксарковское              |
| 10 | Щучье            | посёлок | ↘737      | Белоярское                |
| 11 | Ямбура           | посёлок | ↘54       | Аксарковское              |

С 2004 до 2021 гг. в район входил посёлок городского типа Харп.
11 июня 2024 года из состава района выведен посёлок Горнокнязевск, отнесённый к городскому округу Салехард.

### Упразднённые населённые пункты
В 2006 году в связи с прекращением существования были упразднены деревни Ишлех и Яроно.
В конце 2021 года упразднено село Халасьпугор.

## Экономика
Ведущее сельскохозяйственное предприятие района — ЗАО «Совхоз „Байдарацкий“» специализирующийся на разведении домашних оленей (поголовье составляет 10 700 животных) и выпуске продуктов оленеводства (мясо и колбасные изделия).

## Транспорт
Районный центр — Аксарка — связан с городом Салехардом (столицей Ямало-Ненецкого автономного округа) автобусным сообщением. Внутри района сообщение осуществляется водным и воздушным транспортом.

## Культура
7 библиотек, 11 клубов, детская школа искусств, краеведческий музей.

## Достопримечательности
- Природно-этнографический комплекс в селе Горнокнязевск.

## Археология
- Село Зелёный Яр известно как место археологических раскопок средневекового могильника (IX—XIII века) и находками мумий[42][43][44]. Всего на 2014 год найдено 34 захоронения и 11 мумий, в основном мужчин и детей. В 2000 году была обнаружена мумия рыжеволосого мужчины-воина.
- На правобережье Оби, между Аксаркой и Салемалом, находится неолитическое поселение Самотнёл (66°43′29″ с. ш. 68°43′51″ в. д.HGЯO). Возраст памятника — более пяти тысяч лет[45].